# Ернст Константин (Хесен-Филипстал)
Ернст Константин фон Хесен-Филипстал (на немски: Ernst Konstantin von Hessen-Philippsthal; * 8 август 1771, Филипстал; † 25 декември 1849, Майнинген) от Дом Хесен, е ландграф на Хесен-Филипстал (1816 – 1849).

## Биография
Той е най-малкият син на ландграф Вилхелм фон Хесен-Филипстал (1726 – 1810) и съпругата му принцеса Улрика Елеонора фон Хесен-Филипстал-Бархфелд (1732 – 1795), дъщеря на ландграф Вилхелм фон Хесен-Филипстал-Бархфелд(1692 – 1761) и принцеса Шарлота Вилхелмина фон Анхалт-Бернбург-Шаумбург-Хойм (1704 – 1766). Брат е на Карл (1757 – 1793) и Лудвиг (1766 – 1816).
До 1796 г. той е като офицер на холандска служба. През 1808 г. е грос-камерхер на краля на Вестфалия Жером Бонапарт. След прекратяването на кралството Вестфалия Ернст Константин става през 1816 г. ландграф на Хесен-Филипстал след брат си Лудвиг. Той отново е на холандска служба, където е издигнат на генерал.
Ернст Константин е член ма масонската ложа.

## Фамилия
Първи брак: на 10 април 1796 г. в Рудолщат с принцеса Кристиана Луиза фон Шварцбург-Рудолщат (* 2 ноември 1775, Рудолщат; † 25 декември 1808, Касел), дъщеря на княз Фридрих Карл фон Шварцбург-Рудолщат (1736 – 1793) и първата му съпруга принцеса Фридерика София фон Шварцбург-Рудолщат (1745 – 1778). Те имат децата:
- Фридрих Вилхелм ((*/† 1797)
- Фердинанд (1799 – 1837)
- Георг Густав (1801 – 1802)
- Карл II (1803 – 1868), ландграф на Хесен-Филипстал, женен на 9 октомври 1845 г. в Карлсруе за херцогиня Мария фон Вюртемберг (1818 – 1888)
- Франц (1805 – 1861), фрайхер фон Фалкенер 1841 г., женен на 4 октомври 1841 г. (морг.) за Мария Колман (1819 – 1904)

Втори брак: на 17 февруари 1812 г. в Касел с племенницата си принцеса Каролина фон Хесен-Филипстал (* 10 февруари 1793, Касел: † 9 февруари 1869, Майнинген), дъщеря на най-големия му брат наследствен принц Карл (1757 – 1793) и принцеса Виктория фон Анхалт-Бернбург-Шаумбург-Хойм (1772 – 1817). Те имат децата:
- Виктория (1812 – 1837)
- Вилхелм Едуард (1817 – 1819)